# Terry Wilson
Terry Wilson est un acteur américain, né le 3 septembre 1923 à Huntington Park, (Californie, États-Unis), mort le 30 mars 1999 à Canoga Park, (Los Angeles, Californie).

## Filmographie

### Cinéma
- 1948 : My Hands Are Clay : Père O'Brien
- 1948 : Belle Starr's Daughter (en) : doublure de combat
- 1949 : A Dangerous Profession (en) de Ted Tetzlaff : un homme
- 1952 : Convoi de femmes (Westward the Women) : Lon
- 1952 : La Polka des marins : Shore Patrol
- 1954 : Les Sept Femmes de Barbe-Rousse (Seven Brides for Seven Brothers) : Town suitor
- 1955 : Beau fixe sur New York (It's Always Fair Weather) : Charlie's Henchman
- 1955 : La Charge des tuniques bleues (The Last Frontier) : Sentry
- 1956 : La Prisonnière du désert (The Searchers)
- 1956 : La Dernière chasse (The Last Hunt) : chasseur de bison
- 1956 : Tension à Rock City (Tension at Table Rock) : Saloon Brawler
- 1956 : Les Piliers du ciel (Pillars of the Sky) : Capt. Fanning
- 1957 : L'aigle vole au soleil (The Wings of Eagles) : Officier de Marine
- 1966 : Les Fusils du Far West (The Plainsman) de David Lowell Rich : Sgt. Womack
- 1967 : La Caravane de feu (The War Wagon) : Sheriff Strike
- 1968 : The Shakiest Gun in the West d'Alan Rafkin : Welsh
- 1969 : A Man Called Gannon : Coss
- 1970 : Un beau salaud (Dirty Dingus Magee) : Sergent
- 1971 : Tueur malgré lui (Support Your Local Gunfighter) : Thug
- 1972 : Rage : Kaufman Trucking Co. driver
- 1973: Un petit Indien (One Little Indian) de Bernard McEveety : Stage driver
- 1973 : Mondwest (Westworld) : Sheriff
- 1975 : La Montagne ensorcelée (Escape to Witch Mountain) : Biff Jenkins
- 1979 : The Treasure Seekers : German seaman

## Télévision
- 1957-1965 : La Grande Caravane (Wagon Train), série
- 1969 : This Savage Land : Nate
- 1970 : Le Virginien saison 8 épisode 22 (The sins of the father) : Shaker
- 1971 : Le Virginien saison 9 épisode 14 (Nan Allen) : Marty
- 1971 : Le Virginien saison 9 épisode 21 (The Regimental Line) : Turner
- 1971 : Le Virginien saison 9 épisode 23 (Wolf Track) : Jimmy
- 1972 : Fair Play : Utah Brazos
- 1974 : Hitchhike! : Gérant de la station service
- 1975 : The Daughters of Joshua Cabe Return : Sergent Maxwell
- 1981 : Shérif, fais-moi peur : Dukes en péril - 1re partie (The Ten Million Dollar Sheriff - Part 1) (saison 4 épisode 8) : Norman Scroggs